# ペ・キョン
ペ・キョン（1985年8月13日 - ）は、韓国出身の女子ゴルファーである。